# Rue Victor-Chevreuil
La rue Victor-Chevreuil est une voie située dans le quartier du Bel-Air du 12e arrondissement de Paris.

## Situation et accès
La rue Victor-Chevreuil est accessible par la ligne de métro 6 à la station Bel-Air.

## Origine du nom
Cette voie est nommée d'après le nom du propriétaire des terrains sur lesquels elle a été ouverte.

## Historique
Cette voie est ouverte sous sa dénomination actuelle en 1887 et est classée dans la voirie parisienne par un arrêté du 17 août 1967.

## Bâtiments remarquables et lieux de mémoire
- Elle débouche sur l'entrée de l'hôpital Armand-Trousseau.